# Tetragnatha kamakou
Tetragnatha kamakou là một loài nhện trong họ Tetragnathidae.
Loài này thuộc chi Tetragnatha. Tetragnatha kamakou được miêu tả năm 1992 bởi Gillespie.